# Nisos
Nisos (latin Nisus) var i grekisk mytologi kung i Megara, vars väl och ve berodde på Nisos purpurhår.
Då staden en gång belägrades av Minos, förrådde Nisos dotter Skylla sin far och hemlandet genom att avrycka den sovande Nisos ett hårstrå. Nisos förvanldades därefter till en sparvhök. Sagan om Nisos behandlas av Ovidius i hans Metamorfoser.